# Pamoyanan (Cibinong)
Pamoyanan is een bestuurslaag in het regentschap Cianjur van de provincie West-Java, Indonesië. Pamoyanan telt 5909 inwoners (volkstelling 2010).